# FC-75
FC-75是四氢呋喃的碳氟衍生物，化学式为C8F16O。它基本上不溶于水。
它是3M的Fluorinert液体之一。它在电子工业和其他应用中可以用作不活泼的冷却剂，也可以用作溶剂。FC-75和全氟辛酸可以用同一个电化学氟化过程合成。然而，其他全氟醚同分异构体也可以出现。
H(CH2)7COCl + HF → H(CH2)7COF + C7H16 + 2C8F16O + HCl + H2
一个类似的碳氟冷却剂和溶剂是全氟己烷。